# ریمند فلتون
 ریمند فلتون (انگلیسی: Raymond Felton؛ زادهٔ ۲۶ ژوئن ۱۹۸۴) یک بازیکن بسکتبال اهل ایالات متحده آمریکا است. وی هم‌اکنون عضو تیم دالاس ماوریکس است